# Nick Cousins
Nick Cousins (né le 20 juillet 1993 à Belleville dans la province d'Ontario au Canada) est un joueur professionnel canadien de hockey sur glace. Il évolue au poste de centre.

## Biographie
Il est repêché par les Flyers de Philadelphie au 68e rang,lors du troisième tour du repêchage d'entrée dans la LNH 2011, alors qu'il évolue pour les Greyhounds de Sault-Sainte-Marie au niveau junior. Lors de ses deux dernières saisons chez les juniors, alors qu'il terminait sa saison avec les Greyhounds, il rejoint le club-école des Flyers dans la LAH, les Phantoms de l'Adirondack, pour y compléter la saison. 
Il joue sa première saison professionnelle complète en 2013-2014, passant toute la saison avec les Phantoms. La saison suivante, il fait ses débuts dans la LNH avec les Flyers, participant à 11 parties avec le grand club.
Le 16 juin 2017, il est échangé aux Coyotes de l'Arizona en retour d'un choix de 5e ronde au repêchage de 2018. À la fin de la saison 2018-2019, il ne reçoit pas d'offre qualificative des Coyotes et devient joueur autonome le 1er juillet 2019. Le 5 juillet, il signe un contrat de 1 an avec les Canadiens de Montréal lui rapportant 1 millions de dollars.
Le 24 février 2020, à la date limite des transactions, il passe des Canadiens aux Golden Knights de Vegas contre un choix de 4e tour en 2021.
Il remporte la Coupe Stanley 2024 avec les Panthers de la Floride.

## Statistiques

### En club
| Saison     | Équipe                           | Ligue      |     | Saison régulière | Saison régulière | Saison régulière | Saison régulière | Saison régulière |   | Séries éliminatoires | Séries éliminatoires | Séries éliminatoires | Séries éliminatoires | Séries éliminatoires |
| Saison     | Équipe                           | Ligue      | PJ  | B                | A                | Pts              | Pun              | PJ               | B | A                    | Pts                  | Pun                  |                      |                      |
| 2008-2009  | Hercs de Trenton                 | OJHL       | 5   | 0                | 1                | 1                | 2                |                  |   |                      |                      |                      |                      |                      |
| 2009-2010  | Greyhounds de Sault-Sainte-Marie | LHO        | 67  | 11               | 21               | 32               | 34               | 5                | 0 | 1                    | 1                    | 2                    |                      |                      |
| 2010-2011  | Greyhounds de Sault-Sainte-Marie | LHO        | 68  | 29               | 39               | 68               | 56               | -                | - | -                    | -                    | -                    |                      |                      |
| 2011-2012  | Greyhounds de Sault-Sainte-Marie | LHO        | 65  | 35               | 53               | 88               | 88               | -                | - | -                    | -                    | -                    |                      |                      |
| 2011-2012  | Phantoms de l'Adirondack         | LAH        | 1   | 0                | 0                | 0                | 0                | -                | - | -                    | -                    | -                    |                      |                      |
| 2012-2013  | Greyhounds de Sault-Sainte-Marie | LHO        | 64  | 27               | 76               | 103              | 83               | 6                | 3 | 3                    | 6                    | 12                   |                      |                      |
| 2012-2013  | Phantoms de l'Adirondack         | LAH        | 7   | 0                | 1                | 1                | 2                | -                | - | -                    | -                    | -                    |                      |                      |
| 2013-2014  | Phantoms de l'Adirondack         | LAH        | 74  | 11               | 18               | 29               | 47               | -                | - | -                    | -                    | -                    |                      |                      |
| 2014-2015  | Phantoms de Lehigh Valley        | LAH        | 64  | 22               | 34               | 56               | 73               | -                | - | -                    | -                    | -                    |                      |                      |
| 2014-2015  | Flyers de Philadelphie           | LNH        | 11  | 0                | 0                | 0                | 2                | -                | - | -                    | -                    | -                    |                      |                      |
| 2015-2016  | Phantoms de Lehigh Valley        | LAH        | 38  | 12               | 26               | 38               | 45               | -                | - | -                    | -                    | -                    |                      |                      |
| 2015-2016  | Flyers de Philadelphie           | LNH        | 36  | 6                | 5                | 11               | 4                | 6                | 0 | 0                    | 0                    | 2                    |                      |                      |
| 2016-2017  | Flyers de Philadelphie           | LNH        | 60  | 6                | 10               | 16               | 31               | -                | - | -                    | -                    | -                    |                      |                      |
| 2017-2018  | Coyotes de l'Arizona             | LNH        | 71  | 12               | 7                | 19               | 31               | -                | - | -                    | -                    | -                    |                      |                      |
| 2018-2019  | Coyotes de l'Arizona             | LNH        | 81  | 7                | 20               | 27               | 35               | -                | - | -                    | -                    | -                    |                      |                      |
| 2019-2020  | Canadiens de Montréal            | LNH        | 58  | 9                | 13               | 22               | 33               | -                | - | -                    | -                    | -                    |                      |                      |
| 2019-2020  | Golden Knights de Vegas          | LNH        | 7   | 1                | 2                | 3                | 2                | 17               | 0 | 5                    | 5                    | 22                   |                      |                      |
| 2020-2021  | Predators de Nashville           | LNH        | 52  | 5                | 13               | 18               | 41               | 4                | 2 | 0                    | 2                    | 2                    |                      |                      |
| 2021-2022  | Predators de Nashville           | LNH        | 68  | 9                | 13               | 22               | 31               | 3                | 0 | 0                    | 0                    | 0                    |                      |                      |
| 2022-2023  | Panthers de la Floride           | LNH        | 79  | 9                | 18               | 27               | 38               | 21               | 2 | 5                    | 7                    | 16                   |                      |                      |
| 2023-2024  | Panthers de la Floride           | LNH        | 69  | 7                | 8                | 15               | 64               | 12               | 0 | 1                    | 1                    | 20                   |                      |                      |
| Totaux LNH | Totaux LNH                       | Totaux LNH | 592 | 71               | 109              | 180              | 312              | 63               | 4 | 11                   | 15                   | 62                   |                      |                      |

### En équipe nationale
| Année | Compétition                  |   | PJ | B | A | Pts | Pun      |  | Résultat |
| 2011  | Championnat du monde -18 ans | 7 | 4  | 4 | 8 | 10  | 4e place |  |          |

## Trophées et honneurs personnels

### Ligue américaine de hockey
- 2015-2016 : participe au Match des étoiles de la LAH

### Ligue nationale de hockey
- 2023-2024 : remporte la Coupe Stanley avec les Panthers de la Floride